# Invariante de Kontsevich
En la teoría matemática de nudos, la invariante de Kontsevich, también conocido como la Integral de Kontsevich, de un enlace enmarcado, es invariante universal de Vassiliev, en el sentido de que cualquier coeficiente de la invariante de Kontsevich es del tipo invariante finito, y esto se puede presentar como una combinación lineal de dichos coeficientes. Fue definido por M. Kontsevich.
El invariante de Kontsevich, es un invariante cuántico universal, en el sentido de que cualquier invariante cuántico puede ser recuperado mediante la sustitución del sistema de peso adecuado en cualquier diagrama de Jacobi.

## Definición
El invariante Kontsevich se define por monodromía a lo largo de soluciones de las ecuaciones Knizhnik-Zamolodchikov.